# Роберто Донадони
Роберто Донадони (на италиански: Roberto Donadoni) е италиански футболист-национал, полузащитник и треньор. През 1982 г. започва професионална му кариера като футболист в Аталанта (96 мача 5 гола). След това от 1986 до 1996 г. е в Милан, където е неговият най-силен период с 261 мача и 18 гола. През сезон 1996 - 1997 е в американския Ню Йорк Метростарс (49 мача 6 гола). Завръща се отново в „Милан“ от 1997 до 1999 г. (24 мача без отбелязан гол) и завършва състезателната си кариера в отбора от Саудитска Арабия Ал-Итихад (15 мача без отбелязан гол). За националния отбор на своята страна изиграва 63 мача с 5 гола за периода 1986-1996 г. Кариерата му като треньор започва през сезон 2001-2002 в Леко. През сезон 2002-2003 е треньор на Ливорно. През 2003 редува Дженоа с Ливорно и от 2006 до 2008 е треньор на националния отбор на Италия. Осводбоден е като треньор на националния отбор след незадоволителното представяне на Европейското първенство през 2008 г.

## Постижения
Като състезател през 1990 г. печели с отбора на Италия трето място на Световното първенство по футбол, а през 1994 г. печели с отбора на Италия второ място на Световното първенство по футбол.

## Награди
На 30 септември 1991 г. получава званието кавалер на Ордена за заслуги към Италианската Република.